# Leif Pagrotsky

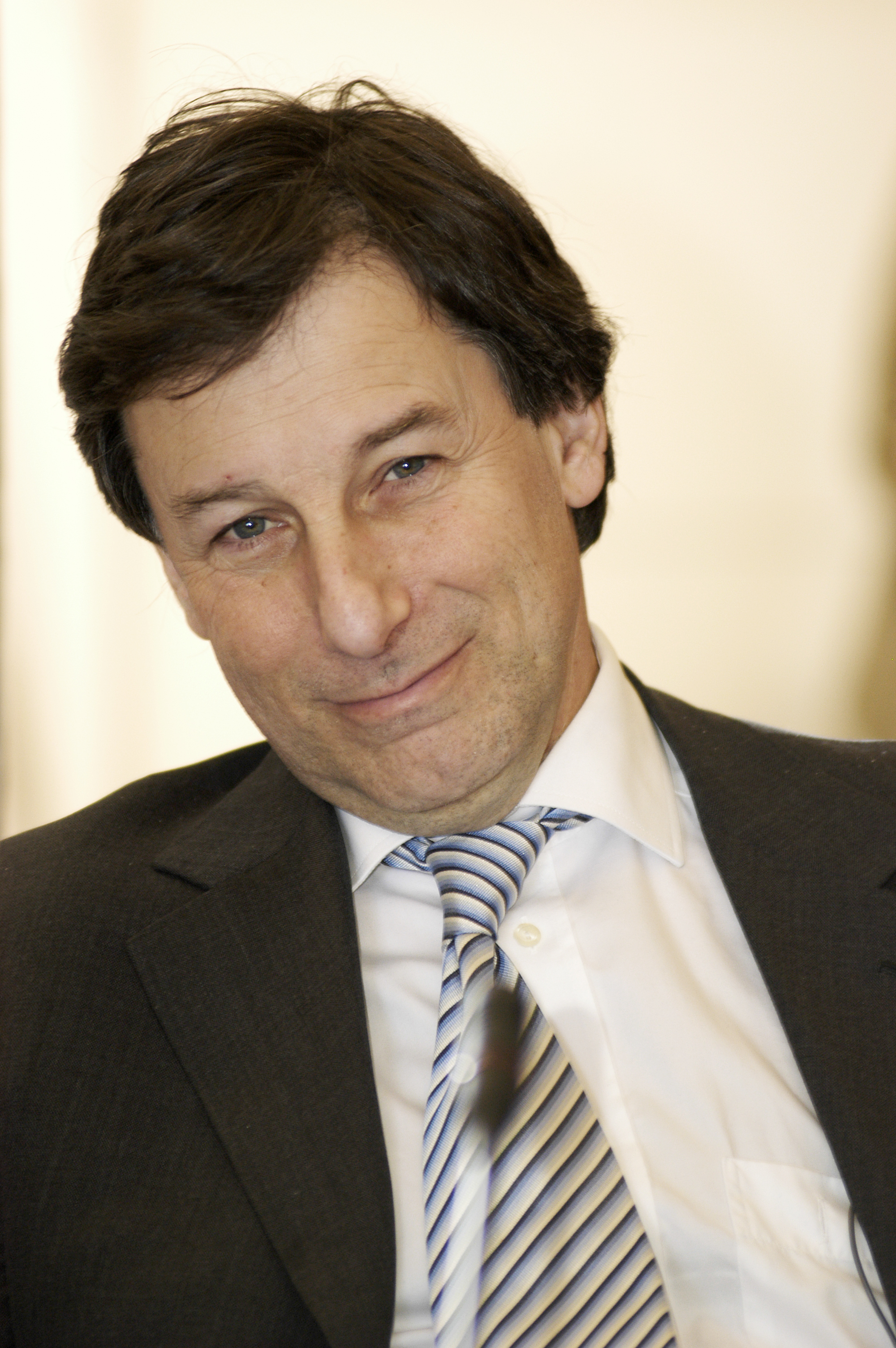
Leif Pagrotsky, 2005.

Leif Pagrotsky, född 20 oktober 1951 i Kristine församling i Göteborg, är en svensk politiker (socialdemokrat) och ekonom, som innehade flera ministerposter i regeringen Persson 1996–2006.

## Biografi
Pagrotsky föddes och växte upp i Björkekärr i östra Göteborg. Efter gymnasiestudierna på samhällsvetenskaplig linje vid Munkebäcksgymnasiet i Göteborg var han hamnarbetare under en kort period. 1975 tog Pagrotsky en magisterexamen i ekonomi vid Göteborgs universitet och anställdes samma år i Sveriges riksbank. Under 1970- och 1980-talen gjorde han ämbetsmannakarriär i Finansdepartementet. Under några år i början av 1980-talet arbetade han vid OECD i Paris.

### Politiken
År 1990 efterträdde Leif Pagrotsky Klas Eklund på den politiska tjänsten som planeringschef i Finansdepartementet. Efter socialdemokraternas valnederlag 1991 övergick han till en tjänst i den socialdemokratiska riksdagsgruppens kansli. När socialdemokraterna återkom i regeringsställning 1994 utnämndes Pagrotsky till statssekreterare i Finansdepartementet.
Pagrotsky var sedan statsråd i Statsrådsberedningen 1996–1997 med ansvar bland annat för vapenexportfrågor samt handelsminister vid Närings- och handelsdepartementet 1997–1998 och vid Utrikesdepartementet 1998–2002. Han var näringsminister 2002–2004 samt utbildnings- och kulturminister 2004–2006, och ansvarigt statsråd för forskningspropositionen "Forskning för ett bättre liv" (2004/05:80). Han var ordinarie riksdagsledamot 2002–2012, invald för Göteborgs kommuns valkrets, och var 2009–2010 socialdemokratisk gruppledare och talesperson i kulturutskottet.
Inför folkomröstningen om införande av euron den 14 september 2003 var Pagrotsky en ledande företrädare för nejsidan, stick i stäv med majoriteten av den socialdemokratiska partiledningen i övrigt. 
År 2010 utnämndes Pagrotsky till Årets hedersryss av Sällskapet Ryska Huset, för hans ”intresse för rysk kultur i allmänhet och rysk film i synnerhet”.
2011 valdes Pagrotsky in som ersättare i socialdemokraternas verkställande utskott (VU). Den 3 oktober 2012 avgick han från uppdraget som riksdagsledamot. 2013 lämnade han även uppdraget i VU och därmed politiken.

### Internationella uppdrag
Ett av Leif Pagrotskys sista politiska uppdrag var som rådgivare åt den socialdemokratiska regeringen i Grekland.
2016–2018 var han Sveriges generalkonsul i New York. Han efterträddes av Annika Rembe.